# Charles Degroux
Charles Degroux (ook De Groux, Komen, 1825 - Brussel, 1870) was een Frans kunstschilder, etser en steendrukker die zijn hele leven in België werkte. Hij was de vader van de schilder Henry de Groux.

## Loopbaan
Het vroege werk van Degroux bestaat uit historiestukken en religieuze schilderijen in de romantische stijl die toen gangbaar was. Tijdens een verblijf van enkele jaren in Düsseldorf (1851-1852) maakte hij kennis met de Tendenzmalerei van onder meer Carl Wilhelm Hübner, die de uitbuiting in de fabrieken weergaf. Degroux begon ook aanklachten te schilderen tegen het pauperisme en ontwikkelde een eigen realistische stijl. Hij genoot enige erkenning maar zijn thema was in hogere kringen niet populair. De naturalisatie die hij nastreefde zou hij nooit krijgen.
Hij had veel invloed op het werk van zijn leerlingen, Constantin Meunier en Eugène Laermans. Vincent van Gogh was een bewonderaar en liet zich voor De Aardappeleters inspireren door Het Dankgebed.

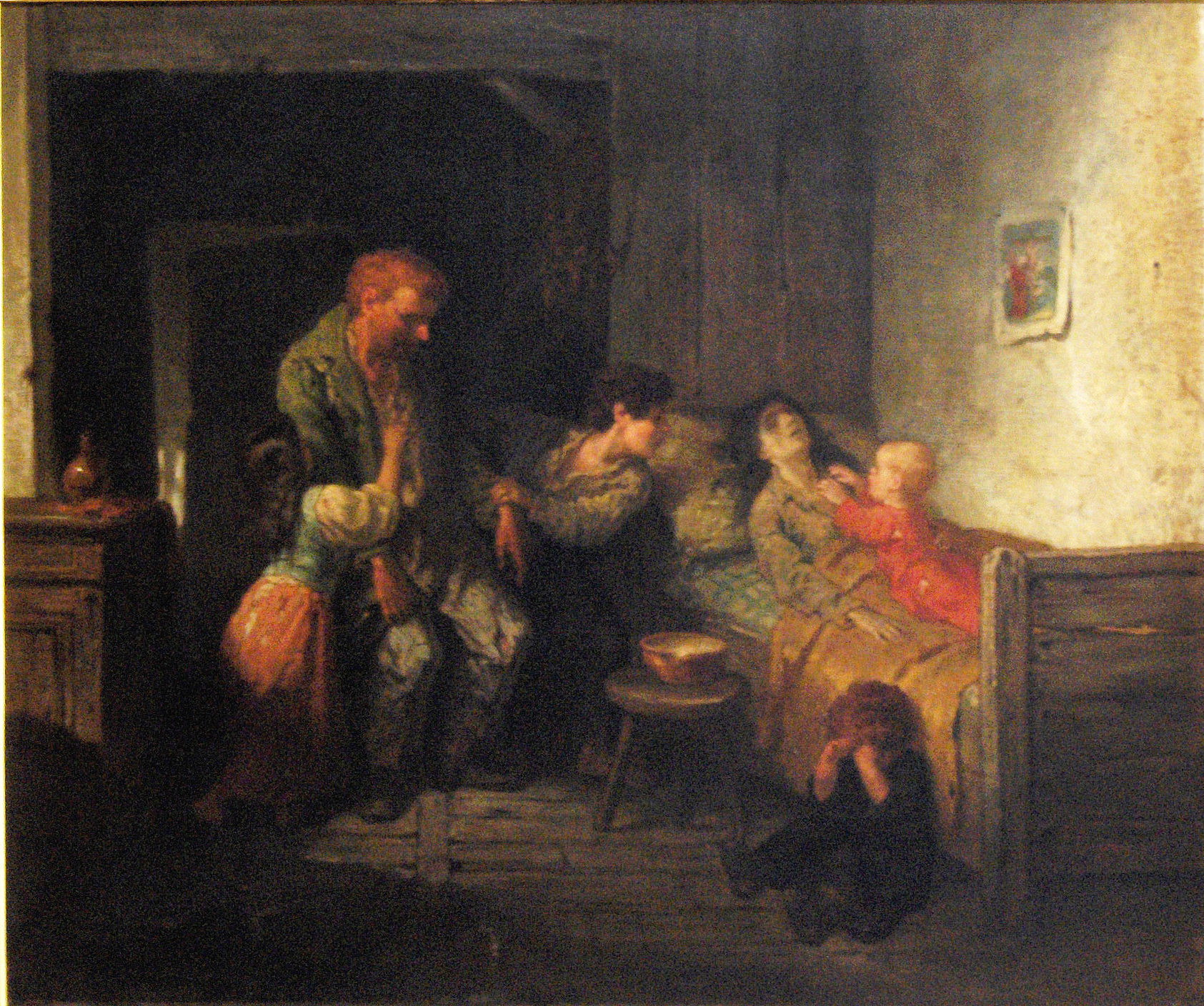
De dronkaard (1853), Koninklijke Musea voor Schone Kunsten van België
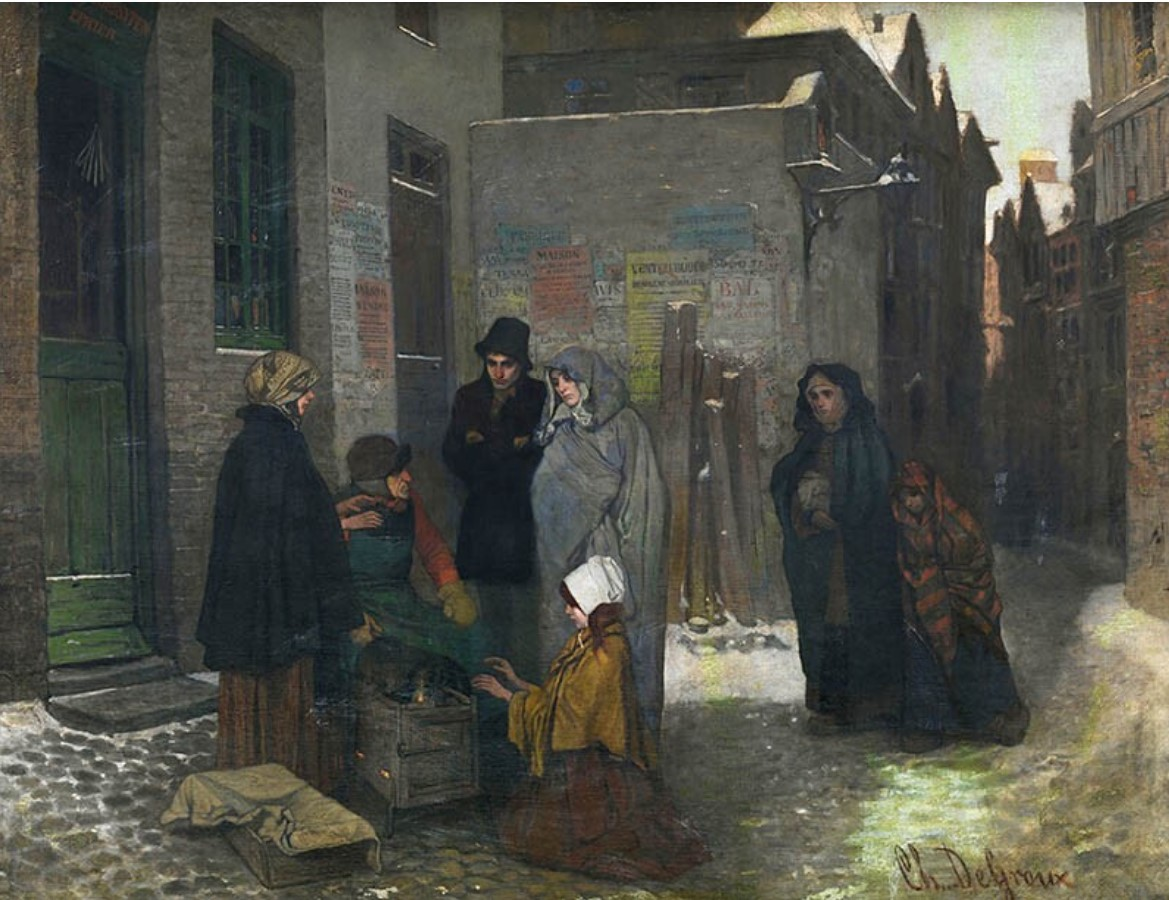
De koffietrommel (1857)
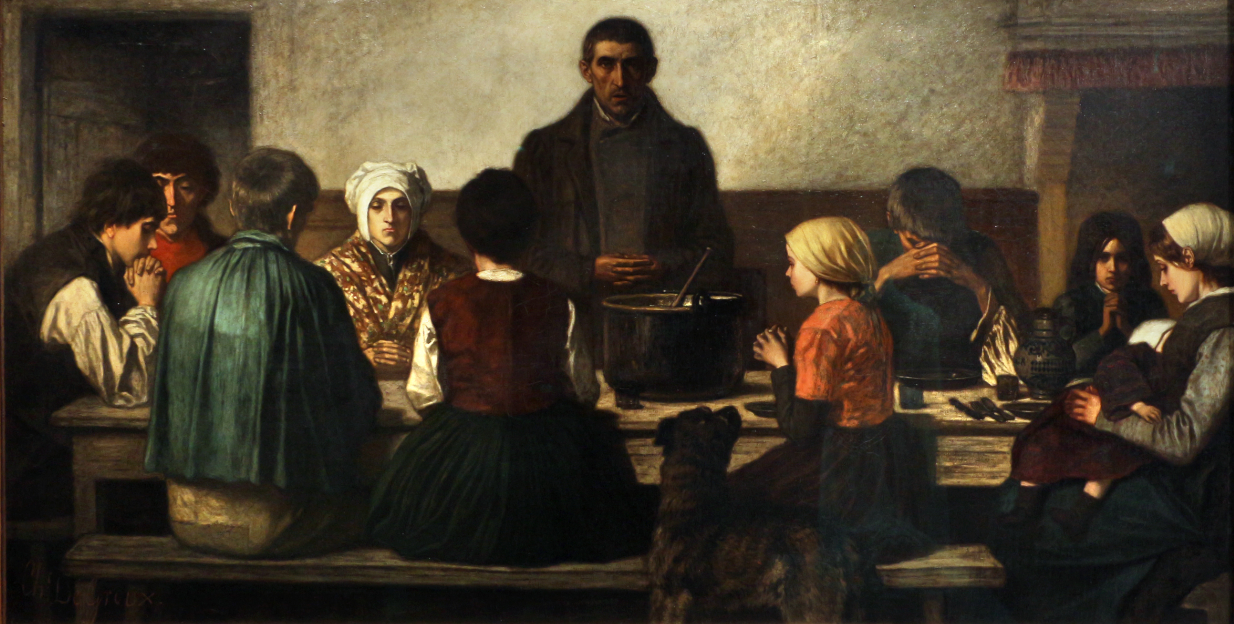
Het dankgebed (1861)

## Publicatie
- Emile Leclercq: Charles de Groux, Bruxelles 1871. (Digitale versie)